# 佐渡汽船
佐渡汽船（日语：／ Sado Kisen */?），於1913年成立。此公司主要經營新潟縣佐渡島至新潟市、上越市間各式客運及汽車渡輪服務（當中汽車渡輪航線屬日本國道350號海上區段），兼營佐渡島旅遊服務，並於東京上市，其公眾持股量為50.92%（即大約一半）。

## 歷史及背景
佐渡汽船前身-越佐汽船早於1885年5月成立，由佐渡、新潟兩市企業共同投資，此後一直提供新潟縣本土至佐渡島間渡輪航線。
1913年2月3日，佐渡一方股東退出越佐汽船，另行成立佐渡汽船，開始在上述航線上的競爭。
1932年，越佐汽船及新潟汽船在新潟縣政府支持下併入佐渡汽船，並改以第三部門形式經營，成為日本最早期第三部門機構之一。
二戰及美國軍事管治日本期間，佐渡汽船曾經停運，直至1949年12月獲准恢復營運為止。
1968年，佐渡汽船在大阪首度上市，及後隨大阪證交所與東京證交所於2013年合併，改於東京上市。
1977年，佐渡汽船開始引進水翼船「おけさ」號，開展其高速船服務。
2009年內，此公司轄下各部門改組為直屬子公司，但營業部門子公司後來再被撤銷。
2013年3月23日起，佐渡汽船兩津港-新潟港航線開通Suica支付系統。

## 船隊

### Jetfoil 929
波音Jetfoil 929，款式為單體水翼船，24.44米長，267噸，定員260名，搭載2具勞斯萊斯 Allison 501KF燃氣渦輪機為噴水推進器提供動力，以柴油為燃料，最高航速45節，由波音公司及川崎重工業分別在美國及日本建造。註冊地均為佐渡市。
929-115型
| 船名       | 圖片 | 建造年份  | 定員  | 備註 | 航速 （準確至個位數） |
| 銀河 Ginga |      | 1978年9月 | 260人 |      | 45節                  |

929-117型
| 船名        | 圖片 | 建造年份  | 定員  | 備註 | 航速 （準確至個位數） |
| 翼 Tsubasa  |      | 1988年1月 | 260人 |      | 45節                  |
| 彗星 Suisei |      | 1990年5月 | 260人 |      | 45節                  |

### 普速汽車渡輪
以下渡輪只於佐渡島至新潟市航線運行：
- おけさ：款式為普速汽車渡輪，134.7米長，5862噸，定員1705名，最高航速23節，由神田造船所建造。目前船隻由鐵道建設、運輸設施整備支援機構持有，以租賃方式營運。註冊地為佐渡市。

| 船名   | 圖片 | 建造年份  | 定員   | 可容納汽車數目                                 | 備註                               | 航速 （準確至個位數） |
| おけさ |      | 1993年4月 | 1705人 | 290輛（私家車） 或32輛（巴士）加48輛（私家車） | 船名承繼自售予香港的「東星」原船名 | 23節                  |

- ときわ：款式為普速汽車渡輪，125米長，5380噸，定員1500名，最高航速19節，由神田造船所建造。註冊地為佐渡市。

| 船名   | 圖片 | 建造年份  | 定員   | 可容納汽車數目                                | 備註   | 航速 （準確至個位數） |
| ときわ |      | 2014年3月 | 1500人 | 168輛（私家車） 或28輛（巴士）加8輛（私家車） | 不適用 | 19節                  |

### 高速汽車渡輪
以下渡輪只於佐渡島至上越市航線運行：
- あかね：款式為高速汽車渡輪（雙體船），89.70米長，5702噸，定員628名，搭載四具卡特彼勒C280-160型柴油機為噴水推進器提供動力，航速30節（空載時最高可達37.5節），由澳洲Incat公司建造。註冊地為佐渡市。

| 船名   | 圖片 | 建造年份  | 定員  | 可容納汽車數目                                | 備註                   | 航速 （準確至個位數） |
| あかね |      | 2015年4月 | 628人 | 152輛（私家車） 或7輛（巴士）加91輛（私家車） | 裝有T-Foil船隻穩定系統 | 30節                  |

## 已易手/退役船隊
1.單體高速船
- あいびす：款式為單體高速船，47.08米長，263噸，定員216名，最高航速25節，由隈田川造船於2005年3月建造。
此船已於2018年10月4日除役，而本來由此船擔當的寺泊-赤泊航線亦已於翌年5月10日停運。[3]

2.普速汽車渡輪
- おおさど：款式為普速汽車渡輪，131.9米長，5373噸，定員1520名，另加190輛（私家車）
或30輛（巴士）加50輛（私家車），最高航速22.6節，由神田造船所建造。
此船已於2014年4月8日除役。
- こがね：款式為普速汽車渡輪，120.5米長，4258噸，定員1133名，另加164輛（私家車）
或28輛（巴士）加8輛（私家車），最高航速21.7節，由神田造船所建造。
此船已於2015年4月20日除役，及後售予希臘，先後易名為Golden Ferry及Super Ferry。

3.波音929水翼船
- おけさ：1976年12月建造，服役期1977-1991，於1991年轉售香港遠東水翼船（今噴射飛航），易名為東星，於2018年7月10日退役停用，至2021年4月送往宏德機器鐵工廠解體
- みかど：1978年6月建造，服役期1979-2003，於2003年10月31日轉售鹿兒島商船（2013年高速船業務併入種子屋久高速船，但仍持有船隻），易名為Toppy 4（2006年末撞船事故後再易名Toppy 7）
- ファルコン ：1985年建造，服役期1996-1999，於2000年轉售九州郵船，易名為Venus 2